# Заков, Драгомир
Драгомир Заков (род. 24 июля 1975, София, Народная Республика Болгария) — болгарский государственный деятель, дипломат, Министр обороны Болгарии (1 марта — 2 августа 2022).

## Биография
В 1994 году окончил франкоязычную среднюю школу в Софии, в 1999 году получил степень магистра международных экономических отношений в Университете национального и мирового хозяйства.
В 2016 году окончил Европейский колледж безопасности и обороны. Первоначально работал в частном секторе, в 2002 году поступил на работу в Министерство иностранных дел Болгарии. Был, среди прочего, первым секретарём дипмиссии при ООН и других международных организациях в Женеве (2011—2014). Позже, в структуре министерства занимал должности директора департамента контроля над вооружениями и нераспространения (2014—2016), директора управления НАТО и безопасности в регионе (2016—2017).
C марта 2019 по март 2022 года занимал пост главы постоянного представительства Республики Болгария при НАТО.